# Дом Рабинович
Дом Рабинович — старинный особняк в Таганроге (ул. Фрунзе, 24), памятник архитектуры 1870-х годов. Расположен между Домом Апостолопуло и Домом Дросси. Представитель архитектурного неогреческого стиля. Относится к памятникам архитектуры, входит в число объектов культурного наследия Российской Федерации регионального значения.

## История
Одноэтажный дом в исторической части Таганрога. Построен из красного кирпича. На фасад дома выходило семь окон.
Построен в 1870-х годах греческим купцом 2-й гильдии Афанасием Брусали (Брусоли). Брусали «торговал хлебом и галетой», имел многочисленную семью, состоящую из трёх мальчиков и шести девочек. Его сын Евстафий, с явно выраженным лицом грека, седыми усами, высокого роста и ходивший зимой в енотовой шубе, в конце 80-х годов продал домовладение жене помощника присяжного поверенного Анастасии Спиридоновне Рабинович, урождённой Титовой. Жена местного нотариуса Михаила Абрамовича Рабиновича, одноклассника А. П. Чехова по гимназии, кандидата прав Петербургского университета. По другим данным, в конце 1880-х годов дом приобрёл провизор Яков Соломонович Парнох.
Купив это домовладение, Михаил Абрамович Рабинович снёс все старые постройки во дворе и построил новые. Одну из них Рабинович отдал под публичную библиотеку, которой заведовал брат Павла Филевского — Алексей Петрович.
В 1913 году между владельцами Дома Рабинович и Дома Дросси неожиданно возник спор из-за миниатюрного клочка земли, находившегося между этими домами. В Таганроге подобные полосочки земли между домами издавна называли «суточками». Судебный процесс между госпожой Стейгер (в девичестве Дросси) и госпожой Рабинович длился восемь месяцев. Были приглашены многие свидетели, эксперты-архитекторы, осмотры «на месте» следовали один за другим. Простое по сути дело превратилось в объёмистый том. Суд, состоявшийся 9 марта 1914 года, отказал госпоже Рабинович в её притязаниях на клочок земли под названием «суточки», с удержанием всех судебных издержек и оплатой экспертам.
В 1925 году властями была проведена муниципализация всех домовладений, имевших площади более 100 квадратных метров. Не стал исключением и Дом Рабинович. Михаила Абрамовича Рабинович с сестрой Юлией и невесткой Верой «уплотнили», а чуть позже переселили в небольшой дом напротив, под номером 15, где он и провёл свои последние дни. М. Д. Рабинович с мужем и дочкой Олей продолжали жить в своём доме, занимая часть первого этажа. Рядом с ними, на первом этаже, жил ксендз, священник католического костела.
В Доме Рабинович с 1933 по 1982 год проживал В. А. Зайцев, легенда таганрогского футбола, заслуженный тренер РСФСР, с именем которого связаны звёздные годы футбольной команды «Торпедо». Зайцев являлся председателем заводского совета добровольного спортивного общества «Трактор», тренером футбольной команды «Торпедо», членом президиума областной коллегии судей, председателем городской федерации футбола, начальником команды «Торпедо».
Во время оккупации Таганрога немцы устроили в доме Рабинович общежитие для солдат, которое отапливалось зимой при помощи «буржуйки», использовав в качестве дров существовавший тогда деревянный забор и многочисленные плодовые деревья, посаженные внутри ухоженного двора. Здесь же стояла немецкая зенитная батарея. В дом едва не попал советский артиллерийский снаряд, разорвавшийся перед окнами дома.
Дом Рабинович внесён в список памятников истории и культуры. Поставлен на государственную охрану решение Малого Совета облсовета Ростовской области № 301 от 18 ноября 1992 года.

## Архитектурные особенности
Специалисты относят архитектуру Дома Рабиновича к стилю «неогрек» (одно из направлений эклектики), исполненному в кирпичном варианте. Фасад дома отделан высококачественным керамическим кирпичом, декорирован скульптурными и архитектурными вставками, выполненными из терракоты. Особенный интерес представляют львиные маскароны, почти в точности цитирующие мотивы оформления водостоков древнегреческих храмов. В круглую нишу, расположенную над сдвоенным окном фасада, вставлена терракотовая «голова Афины» в обрамлении известняковых блоков, также вызывающая ассоциации с произведениями скульпторов античной эпохи. Можно предположить, что терракотовые украшения были выполнены по заказу домовладельца в Греции, в архитектуре которой стиль «неогрек» развивался во второй половине XIX века весьма успешно.

## Современное состояние
В 2012 году Дом Рабиновича подвергся варварской реконструкции: оконные переплёты в окнах заменены на металлопластиковые, снесены внутренние перегородки, на месте одного из семи фасадных окон прорублен вход в здание с улицы Фрунзе, над входом надстроена фасадная часть. Фасад дома, являвшийся одним из лучших в Таганроге образцов «кирпичного стиля», был выкрашен краской, имитирующей цвет обожжённого кирпича. После реконструкции в доме Рабинович открылся бар «Дядя Сэм», ориентированный на бурный молодёжный отдых. Нередко вечеринки в «Дяде Сэме» завершались глубокой ночью появлением нарядов полиции.
В ноябре 2014 года начался очередной виток варварства: владельцы Дома Рабиновича в ходе «редизайна» фасада здания начали раскраску благородной кирпичной кладки, применив немыслимую зелёно-белую цветовую схему. Помимо этого, в оконных проёмах фасада были установлены ширпотребовские светильники «под старину». После появления в интернете ряда критических публикаций владельцы здания отказались от идеи раскрасить фасад в бело-зелёные цвета. 5 декабря 2014 года в доме Рабинович открылся ирландский паб сети «Harat’s Irish Pub». Таганрогский паб стал семьдесят третьим в сети «Harat’s». Паб ведёт активную концертную деятельность. Практически каждый вечер на его площадке выступают различные музыкальные группы.
В декабре 2014 года стало известно, что администрация города планирует выдать разрешение на строительство между Домом Рабинович и Домом Апостолопуло (Фрунзе 26) трёхэтажного офисного здания, выходящего фасадом на красную линию улицы Фрунзе. Известный дизайнер Владимир Верготи охарактеризовал будущее здание как «образец диссонирующей застройки, нелепо искажающей образ старого квартала в самом сердце города». Намерения владельцев здания пристроить рядом ещё и трёхэтажный дом с офисными помещениями не получили поддержки у участников «публичных слушаний», состоявшихся 11 декабря 2014 года в кабинете главного архитектора города Ольги Щербаковой. Представитель управления архитектуры объяснила застройщику, почему он не только не может отклониться от запрашиваемых им «параметров строительства», но и, поскольку это «зона 1Г», вообще вести здесь какое либо строительство. Чуть позже выяснилось, что владелец участка изначально собирался строить внутри квартала жилое здание, но затем возникло желание выстроить трехэтажное офисное здание с выходом фасада на улицу Фрунзе.
В марте 2015 года на сайте АВИТО было размещено объявление о продаже Дома Рабинович площадью 350 квадратных метров с прилегающей дворовой территорией площадью 16 соток за 42 миллиона рублей. Пояснительный текст сообщал: «Действующий бизнес (ресторан) с арендаторами, возможно также под банк, страховую, офис. В исторической части города. Парадный выход на проходную улицу. Все коммуникации. 16 соток земли, свободный фасад. Возможно строительство». В июне 2015 года там же объявление было размещено повторно, но цена была снижена до 35 миллионов. В сентябре цена Дома Рабинович вновь была возвращена к 42 миллионам.